# Eleutherodactylus grunwaldi
Eleutherodactylus grunwaldi é uma espécie de anfíbio anuro da família Eleutherodactylidae. Está presente no México. A UICN classificou-a como em perigo crítico.